# Manuel Leonís de Castro
Manuel Leonís de Castro war ein portugiesischer Offizier und Kolonialverwalter im 18. Jahrhundert. Von 1741 bis 1745 war er Gouverneur von Portugiesisch-Timor und Solor.

## Dienst auf Timor
Castro war bereits 1736 zum Gouverneur ernannt worden, übernahm aber erst 1741 seinen Posten von seinem Vorgänger António Moniz de Macedo. In einen Brief an den portugiesischen König beklagte er sich im selben Jahr über die ungehorsamen, kriegerischen Liurais, die gierigen Niederländer und den Mangel an Menschen, Vorräten, Munition und Waffen. Gleichzeitig bat Castro um die Zahlung der ausstehenden Gehälter.
Es scheint, dass die Gehälter weiter ausblieben, denn Castros Witwe Ana Maria de Melo Pereira beklagte sich 1759 in einem Brief an den König erneut, dass ihr verstorbener Mann für seine Dienste auf Timor nicht bezahlt worden wäre.